# Леснотопими сплави
Леснотопимите сплави като правило са евтектичните метални сплави, които имат ниска температура на топене, непревишаваща температурата на топене на оловото. За получаването на леснотопими сплави се използват калай, бисмут, олово, кадмий, талий, живак, индий, галий и понякога цинк. Евтектичните сплави са тези, които се стапят или втвърдяват при по-ниска температура от точката на топене на всяко едно от отделните съставни вещества.